# Franz Caspar (Ethnologe)
Anton Franz Caspar (* 17. September 1916 in Rapperswil; † 14. April 1977 in Strobl) war ein Schweizer Ethnologe und Kinderbuchautor. In der Schweiz bekannt geworden ist er durch das Kinderbuch Fridolin – Eine lustige Geschichte für Kinder. Er gründete das Schweizerische Jugendbuchinstitut (SJI).

## Leben und Wirken
Franz Caspar studierte nach seiner Matura im Jahr 1936 an den Universitäten von Freiburg, Bern und Zürich Literaturwissenschaft, Sprachen, Soziologie und Geschichte. Er unterbrach sein Studium, um beim Verlag Benziger in Zürich und Einsiedeln in die Lehre zu gehen.
1941 wanderte er nach Buenos Aires aus. In der Indianerreduktion Convendo in Bolivien arbeitete er 1942 bis 1947 als Entwicklungshelfer. 1948 machte er auf privater Basis eine mehrmonatige Expedition in den brasilianischen Bundesstaat Mato Grosso und trat mit der indigenen Bevölkerung Tupari in Kontakt.
Nachdem er 1949 in die Schweiz zurückgekehrt war, schrieb er von 1950 bis 1953 in Hamburg seine Dissertation in Ethnologie, Psychologie und Politikwissenschaft. Er veröffentlichte 1952 das Buch Allein unter Indios. Meine Einmann-Expedition zu den Tupari-Indianern am Matto-grosso. 1956 zog er nach Zürich und arbeitete bei einem Buchverlag und in der Meinungsforschung. Franz Caspar gründete 1967 das Schweizerische Jugendbuchinstituts (SJI) und führte es mit dem Johanna-Spyri-Archiv zusammen. Er war ebenso Gründungsmitglied der Internationalen Forschungsgesellschaft für Kinder- und Jugendliteratur.
Caspar übersetzte das Buch Adventures of the Little Wooden Horse von Ursula Moray Williams in deutsche Sprache und veröffentlichte es 1938 unter dem Titel Das Rösslein Hü: Seine lustigen und gefährlichen Abenteuer. Er schrieb eine Fortsetzung zu diesem Buch, die 1953 in den Buchhandel kam. 1959 veröffentlichte er sein Kinderbuch Fridolin: eine lustige Geschichte für Kinder, das von einem Dackel und seinem Halsband handelt.
Franz Caspar war verheiratet und hatte vier Kinder. Ein Sohn ist der Psychologe Franz Caspar. 
Er starb während einer Tagung des Arbeitskreises Jugendliteratur am 13. April 1977 im österreichischen Strobl.

## Werke

### Kinderliteratur
- (Übersetzer von) Ursula Moray Williams: Das Rösslein Hü: Seine lustigen und gefährlichen Abenteuer. Benziger, Einsiedeln / Köln 1938.
- Das Rösslein Hü fährt wieder in die Welt. Benziger-Verlag, Einsiedeln / Zürich / Köln 1953.
- Fridolin: eine lustige Geschichte für Kinder. Sauerländer-Verlag, Aarau / Frankfurt am Main 1959.
- Johanna Spyri, Jugendschriftstellerin <1827-1901>. Schweiz. Jugendbuch-Institut, Johanna-Spyri-Archiv, Zürich 1968.

### Ethnologische Literatur
- Allein unter Indios - Meine Einmann-Expedition zu den Tupari-Indianern am Matto Grosso. Friedr. Vieweg & Sohn, Braunschweig, 1952 (alternat. Titel bzw. spätere Ausgabe: Tupari: unter Indios im Urwald Brasiliens.)
- Die Tuparí: Ein Indianerstamm in Westbrasilien. Walter de Gruyter, Berlin / New York 1975, ISBN  	3-11-003756-4.